# 골롬 부호화
골롬 부호화(영어: Golomb coding)는 1960년대에 솔로몬 골롬이 발명한 무손실 데이터 압축 방식이다. 기하분포를 따르는 알파벳은 골롬 부호를 최적 접두 부호로 가지며, 이는 골롬 부호화를 입력 문자열의 작은 값들이 큰 값들보다 확실히 많이 발생하는 상황에 아주 적합하게 만들어 준다.

## 같이 보기
- 일라이어스 델타 부호